# Matrículas automovilísticas de Italia

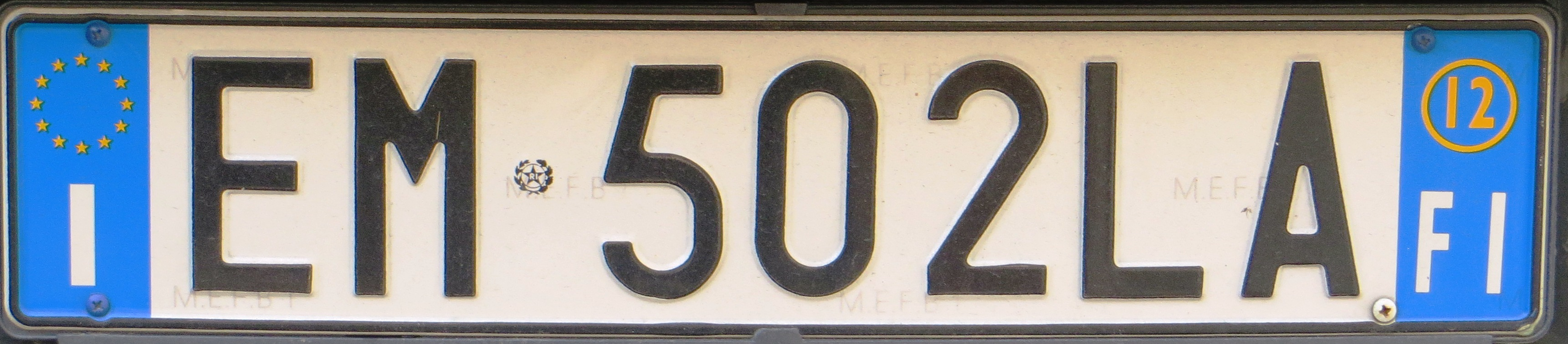
Placa de matrícula de Italia actual: letras negras en fondo blanco, eurobanda y esquema secuencial "AA 000 AA"; en la banda azul derecha figura el año de inscripción (12 = 2012) y el código provincial (FI = Florencia)

Las matrículas automovilísticas de Italia tienen caracteres negros en un fondo blanco rectangular, con bandas azules en los extremos laterales (véase Matrículas automovilísticas de Europa). El esquema de numeración actual, en uso desde 1994, no tiene relación con la provincia de procedencia del coche. Por ley, las matrículas italianas solo las puede expedir el Istituto Poligrafico e Zecca dello Stato y las emiten los departamentos de vehículos de cada zona.

## Historia

### De 1897 a 1901
Las primeras matrículas italianas llevaban el nombre del dueño y el número comunal local visible.

### De 1901 a 1905
Estas primitivas matrículas italianas llevaban el nombre sin abreviar del lugar de origen, seguido de un número, como "GENOVA 83" y "PADOVA 2". Estas primeras matrículas eran de metal y las debía fabricar el propio dueño del vehículo. Hoy en día solo quedan estos dos ejemplares, GENOVA 83 y PADOVA 2, las cuales están conservadas en museos.
Representación esquemática:
| GENOVA 83 |

### De 1905 a 1927
Durante este periodo de tiempo las matrículas eran negras con los caracteres en blanco. El número de inscripción era un código numérico  (en rojo), diferente para cada provincia, y un número progresivo, único para aquella provincia (en negro). Por ejemplo: 63 – 2993, donde 63 es el código para Turin. Las motocicletas ya tenían matrículas cuadradas.
La matrícula delantera era opcional.
Representación esquemática:
| 63 – 2993 |

### De 1927 a 1976

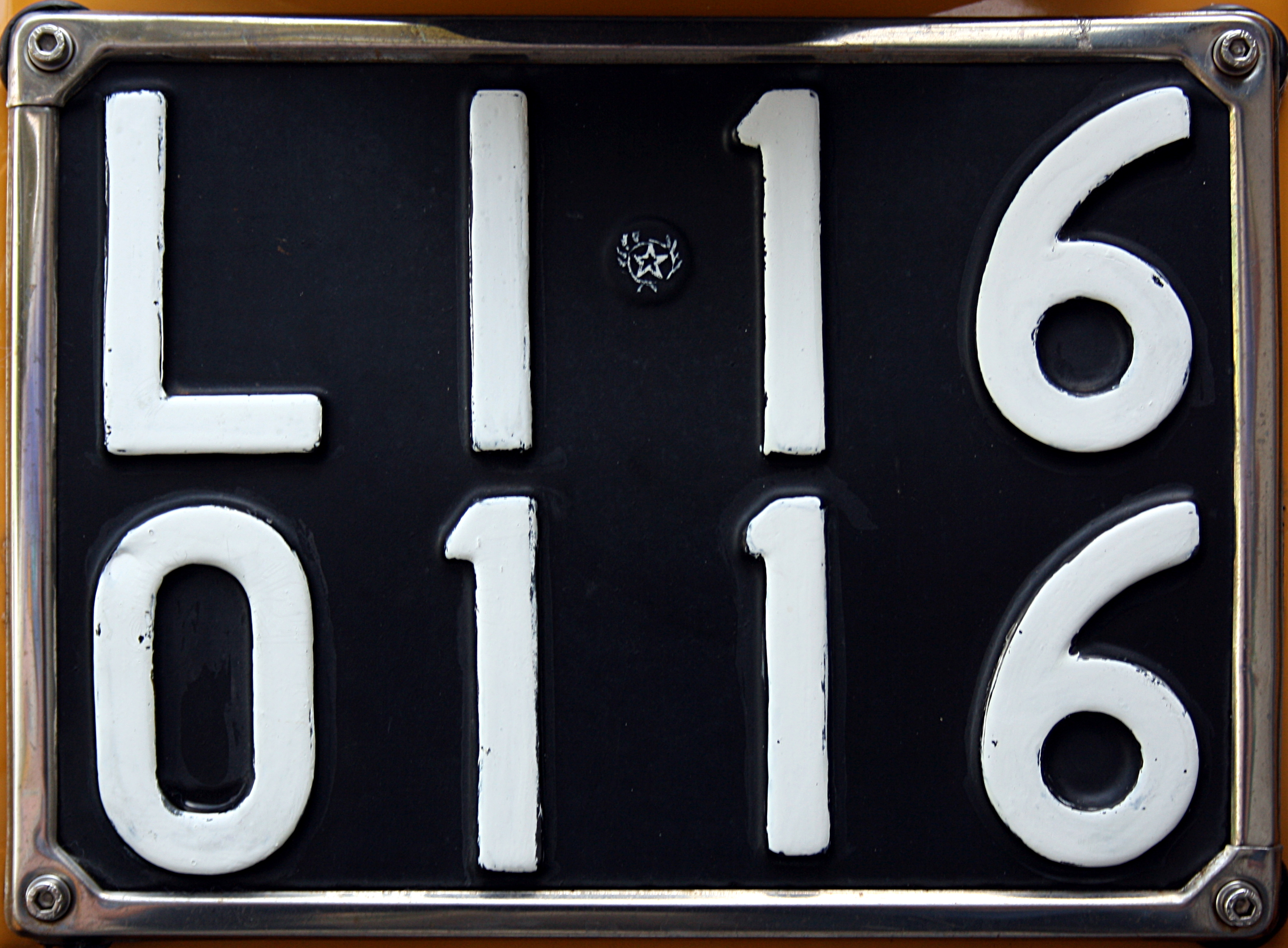
Matrícula trasera italiana de 1951 a 1976, LI es el código provincial de Livorno.

En 1927, Mussolini cambió los números de las matrículas de fondo blanco con dígitos negros, a fondo negro con dígitos blancos e introdujo dos letras del código provincial para todas las  provincias (excepto Roma, la cual se permitió tener el nombre completo) en vez del sistema de números utilizado hasta que 1927.
De 1927 a 1932, el código progresivo se encontraba antes del código provincial en una sola línea. Entonces, el código progresivo se desplazó para que apareciese antes del código provincial en las matrículas delanteras y después en las traseras. A pesar de que Roma tuvo el nombre completo en las matrículas, en documentos para propósitos prácticos utiliza el código extraoficial RM.
De 1932 a 1951, las matrículas traseras eran cuadradas, de 32 x 20 cm y con una fuente Garamond algo modificada. Además incluían el emblema de las Fasces tras el código provincial de 1928 a 1944. Tras la caída de Mussolini, de 1944 a 1948, la Asociación de discapacitados y veteranos de guerra imprimió matrículas sustituyendo el emblema de las Fasces por el suyo. En 1948 se aprobó la Constitución de la República italiana y se añadió el emblema de la República a la matrícula, tanto en la delantera como en la trasera, conservando la fuente anterior.

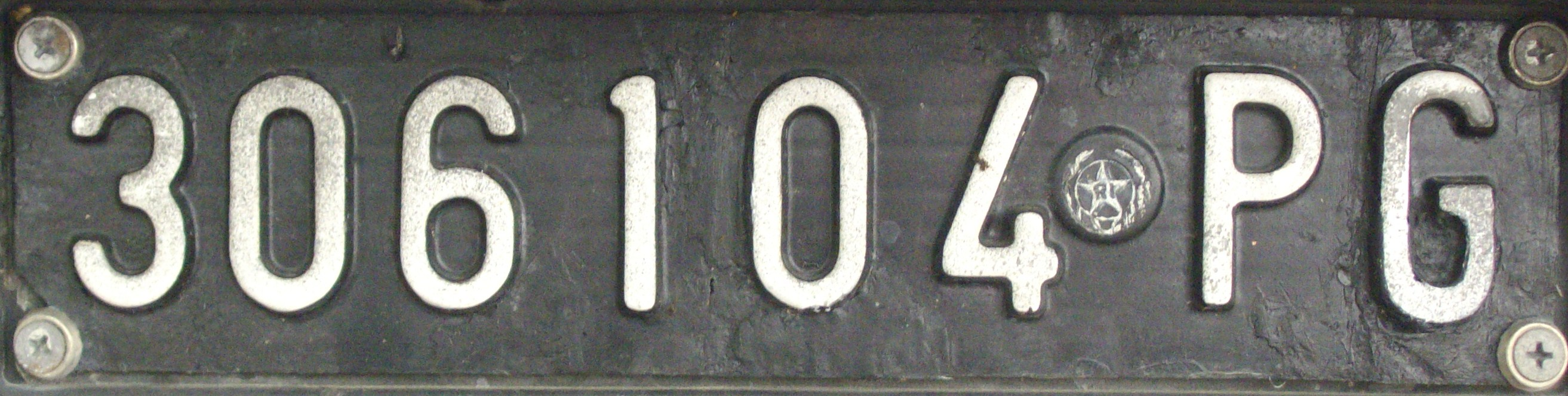
De 1951 a 1985 (frontal).Los números antes del código provincial. PG es el código de Perugia.

De 1951 a 1976, se redujo la medida de las matrículas traseras a 27,5 × 20 cm y las delanteras a 26,2 × 5,7 cm, también se modificó el diseño frontal para tener más caracteres en una línea y el emblema de la república en menores dimensiones.
Cabe destacar que la matrícula trasera horizontal (similar a la utilizada por otros países europeos) no se estableció hasta 1976. El número de inscripción era el código provincial, el cual es un código de dos letras (a excepción de Roma, que era Roma) y un código progresivo, único para cada provincia, de hasta 6 caracteres. Entre el código provincial y los primeros dos dígitos se encontraba el emblema de la República italiana (una guirnalda que rodea un estrella  de 5 puntas con las letras "RI" en medio de la estrella).
El código progresivo para los primeros 999 999 coches de las provincias era un único número progresivo, sin ceros a la izquierda; en la trasera los últimos cuatro dígitos estaban en la segunda fila y los primeros (si los había) en la primera.
Para coches más allá del 1 000 000,  se establecía de A00000 hasta A99999, B00000 hasta B99999 etc. Las letras posibles eran, en este orden, A B D E F G H K L M N P R S T U V Z X Y W. Y una vez completado ese patrón comenzaría por el final, de 00000A hasta 99999A, 00000D hasta 99999D etc. Las letras posibles eran, en este orden, A D E F G H L M N P R S T V W X Y Z; entonces, la letra se movió a la segunda posición y posteriormente a tercera.
Representación esquemática:
| LI 16 0116 |

Matrícula frontal
| 160116 LI |

Matrícula trasera de 1927 a 1932
| 10122 ROMA |

### De 1976 a 1985

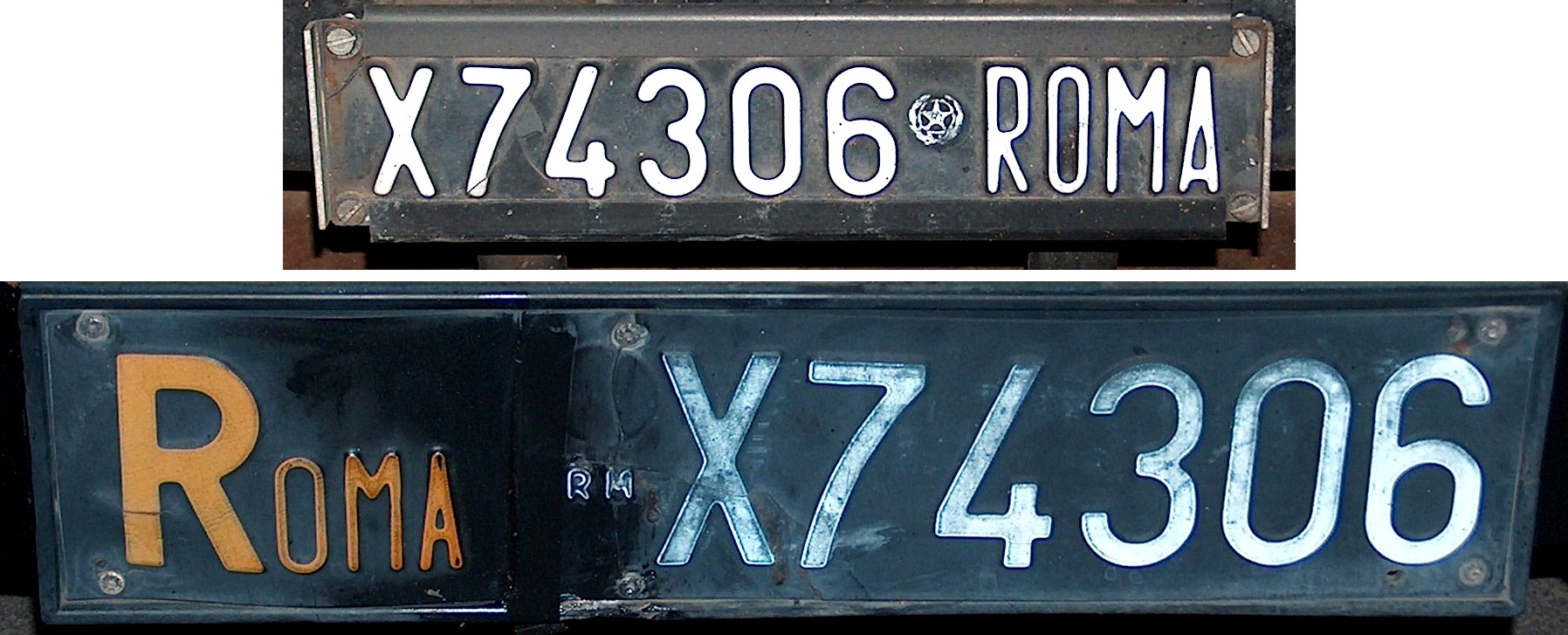
De 1976 a 1985: matrículas frontal y trasera de la ciudad de Roma. El código provincial es Roma.

La matrícula delantera permanecía casi intacta entre 1927 y 1976. La trasera, sin embargo, empezó a fabricarse en dos piezas. 
Una de 10,7 × 33 cm, con el fondo negro y dígitos blancos, en la que va el número progresivo y, en una fuente muy pequeña, la repetición del código provincial y el emblema de la República. 
El otro fondo negro tenía las letras naranjas y contenía el código provincial oficial, este tuvo dos variantes. Uno era de 10,7 × 33 cm, y el otro de 10,7 × 20 cm. Solo se utilizaba uno de ellos dependiendo del tipo de titular al que se destinaba la matrícula. Si el titular tenía matrícula rectangular, la pieza de código provincial pequeña iba instalada a la izquierda del código progresivo, puesto con ribetes en dos agujeros creados específicamente en la placa del código progresivo
Para coches que tenían un diseño de matrícula cuadrada o demasiado pequeño para una matrícula rectangular, la pieza de código provincial horizontal iba instalada por encima del código progresivo.
Este cambio resolvió el problema de posicionamiento de las matrículas en coches de producción extranjera, finalmente el sistema europeo rectangular se unificó a la hora de fabricar vehículos.
| X74306 ROMA |

| ROMA RM X74306} |

| ROMA RM X74306} |

| VR VR A58322 |

| VR A58322 |

| MI 1K4457 |

| AE 170 HJ |

| CZ 898NF Bz |

|        | ZA | MI |
| 904 SZ |    |    |

|        | ZA | MI |
| 904 SZ |    |    |

| AE 170 HJ |

| CZ 898NF Bz |

|        | ZA | MI |
| 904 SZ |    |    |

|        | ZA | MI |
| 904 SZ |    |    |

| ZA 563 DE |

|       | BB | ROMA |
| 03813 |    |      |

|       | BB | ROMA |
| 03813 |    |      |

| AD 1 0013 |

| MI 65 0116 |

| 2345 MI |

| MI 80 9970 |

|  | Este artículo o sección necesita referencias que aparezcan en una publicación acreditada. Busca fuentes: «Matrículas automovilísticas de Italia» – noticias · libros · académico · imágenesPuedes avisar al redactor principal pegando lo siguiente en su página de discusión: {{sust:Aviso referencias\|Matrículas automovilísticas de Italia}} ~~~~Uso de esta plantilla: {{Referencias\|t={{sust:CURRENTTIMESTAMP}}}} |

| XA 123 AA MI |

| RIMORCHIO AA 21633 |

| RIMORCHIO MI 121633 |

| RIMORCHIO 53043 MI |

| MI 2456 Rimorchio |

| POLIZIA 21633 |

| POLIZIA 21633 |

| POLIZIA F3722 |

| GdiF 340 BH |

| YA 124 AA CO |

| CD 0213 XG |

| CC 0213 AF |

| CD 22926 |

| CD 2 6421 |

| CD 213 AQ |

| UNP 147 AA |

| CD 0213 XG |

| CC 0213 AF |

| CD 22926 |

| CD 2 6421 |

| CD 213 AQ |

| UNP 147 AA |

| EI BL 235 |

| EI 234554 |

| MM 567 RM |

| MM 25550 |

| EI 42 0116 |

| EI VS 132 |

| EI BL 235 |

| EI 234554 |

| MM 567 RM |

| MM 25550 |

| EI 42 0116 |

| EI VS 132 |

| RIMORCHIO EI AA 00 |

| RIMORCHIO EI AA 00 |

| EI A 0351 |

| EI R12 AE |

| C.R.I 3235 |

| CRI 1 3235 |

| CRI 12135 |

| CRI A 350 C |

| CRI 273 AA |

| CRI R 1343 |

| C.R.I 3235 |

| CRI 1 3235 |

| CRI 12135 |

| CRI A 350 C |

| CRI 273 AA |

| CRI R 1343 |

| VF 25646 |

| VF R 1234 |

| VF 7A0 TN |

| VF 25646 |

| VF R 1234 |

| VF 7A0 TN |

| CP 2378 |

| SMOM 60 |

| EE 053 AM |

| EE 52926 |

| EE 1 5322 |

| EE 7642 |

| EE D881 |

| AA 1 53C |

| RIM. AGR. AA 000A |

| RIM. AGR. PV 1423 |

| RIM. AGR. 5341 MI |

| AR 1 9134 |

| NO 3 4134 |

| NOR3 4134 |

| AA R1 13A |

| LI A A581 |

| AE J 134 |

| MACC. OP. AP A0652 |

| MACC. OP. AD A 652 |

| DPC X 1234 |

| PC ZS0FZ Bz |

| PC B61TN ? |

| DIPARTIMENTO PROTEZIONE CIVILE RICOVERO DI EMERGENZA RM 0123 |

| DPC X 1234 |

| PC ZS0FZ Bz |

| PC B61TN ? |

| DIPARTIMENTO PROTEZIONE CIVILE RICOVERO DI EMERGENZA RM 0123 |

| CC DF 948 |

| CC A 1905 |

| X0P 1 AZ3A |

| ROMA P AR13A |

| PROVA MI 5322 |

| ROMA PROVA 5033 |

| Código | Provincia         | Código | Provincia     | Código | Provincia             | Código | Provincia        | Código | Provincia       |
| ------ | ----------------- | ------ | ------------- | ------ | --------------------- | ------ | ---------------- | ------ | --------------- |
| AG     | Agrigento         | AL     | Alessandria   | AN     | Ancona                | AO     | Aosta / Aoste    | AP     | Ascoli Piceno   |
| AQ     | L'Aquila          | AR     | Arezzo        | AT     | Asti                  | AV     | Avellino         | BA     | Bari            |
| BG     | Bergamo           | BI     | Biella        | BL     | Belluno               | BN     | Benevento        | BO     | Bologna         |
| BR     | Brindisi          | BS     | Brescia       | BT     | Barletta-Andria-Trani | BZ     | Bolzano / Bozen  | CA     | Cagliari        |
| CB     | Campobasso        | CE     | Caserta       | CH     | Chieti                | CL     | Caltanissetta    | CN     | Cuneo           |
| CO     | Como              | CR     | Cremona       | CS     | Cosenza               | CT     | Catania          | CZ     | Catanzaro       |
| EN     | Enna              | FC     | Forlì-Cesena  | FE     | Ferrara               | FG     | Foggia           | FI     | Florencia       |
| FM     | Fermo             | FR     | Frosinone     | GE     | Génova (Genova)       | GO     | Gorizia          | GR     | Grosseto        |
| IM     | Imperia           | IS     | Isernia       | KR     | Crotona               | LC     | Lecco            | LE     | Lecce           |
| LI     | Leghorn (Livorno) | LO     | Lodi          | LT     | Latina                | LU     | Lucca            | MB     | Monza y Brianza |
| MC     | Macerata          | ME     | Messina       | MI     | Milán (Milano)        | MN     | Mantua (Mantova) | MO     | Modena          |
| MS     | Massa-Carrara     | MT     | Matera        | NA     | Nápoles (Napoli)      | NO     | Novara           | NU     | Nuoro           |
| OR     | Oristano          | PA     | Palermo       | PC     | Piacenza              | PD     | Padua (Padova)   | PE     | Pescara         |
| PG     | Perugia           | PI     | Pisa          | PN     | Pordenone             | PO     | Prato            | PR     | Parma           |
| PT     | Pistoia           | PU     | Pesaro-Urbino | PV     | Pavia                 | PZ     | Potenza          | RA     | Ravenna         |
| RC     | Reggio Calabria   | RE     | Reggio Emilia | RG     | Ragusa                | RI     | Rieti            | RN     | Rimini          |
| RO     | Rovigo            | Roma   | Roma          | SA     | Salerno               | SI     | Siena            | SO     | Sondrio         |
| SP     | La Spezia         | SR     | Siracusa      | SS     | Sassari               | SU     | Cerdeña del Sur  | SV     | Savona          |
| TA     | Taranto           | TE     | Teramo        | TN     | Trento                | TO     | Torino           | TP     | Trapani         |
| TR     | Terni             | TS     | Trieste       | TV     | Treviso               | UD     | Udine            | VA     | Varese          |
| VB     | Verbania          | VC     | Vercelli      | VE     | Venecia (Venezia)     | VI     | Vicenza          | VR     | Verona          |
| VT     | Viterbo           | VV     | Vibo Valentia |        |                       |        |                  |        |                 |

| Número | Provincia                              | Número | Provincia          | Número | Provincia         | Número | Provincia         |
| ------ | -------------------------------------- | ------ | ------------------ | ------ | ----------------- | ------ | ----------------- |
| 1      | Alessandria                            | 2      | Ancona             | 3      | L'Aquila          | 4      | Arezzo            |
| 5      | Ascoli Piceno                          | 6      | Avellino           | 7      | Bari              | 8      | Belluno           |
| 9      | Benevento                              | 10     | Bérgamo (Bergamo)  | 11     | Bolonia (Bologna) | 12     | Brescia           |
| 13     | Cáller (Cagliari)                      | 14     | Caltanissetta      | 15     | Campobasso        | 16     | Caserta           |
| 17     | Catania                                | 18     | Catanzaro          | 19     | Chieti            | 20     | Como              |
| 21     | Cosenza                                | 22     | Cremona            | 23     | Cuneo             | 24     | Ferrara           |
| 25     | Florencia                              | 26     | Foggia             | 27     | Forlì             | 28     | Génova            |
| 29     | Agrigento                              | 30     | Grosseto           | 31     | Lecce             | 32     | Leghorn (Livorno) |
| 33     | Lucca                                  | 34     | Macerata           | 35     | Mantua (Mantova)  | 36     | Massa y Carrara   |
| 37     | Mesina (Messina)                       | 38     | Milán (Milano)     | 39     | Módena (Modena)   | 40     | Nápoles (Napoli)  |
| 41     | Novara                                 | 42     | Padua (Padova)     | 43     | Palermo           | 44     | Parma             |
| 45     | Pavia                                  | 46     | Perusa (Perugia)   | 47     | Pesaro            | 48     | Piacenza          |
| 49     | Pisa                                   | 50     | Imperia            | 51     | Potenza           | 52     | Rávena (Ravenna)  |
| 53     | Regio de Calabria (Reggio di Calabria) | 54     | Reggio nell'Emilia | 55     | Roma              | 56     | Rovigo            |
| 57     | Salerno                                | 58     | Sassari            | 59     | Siena             | 60     | Siracusa          |
| 61     | Sondrio                                | 62     | Teramo             | 63     | Turín (Torino)    | 64     | Trapani           |
| 65     | Treviso                                | 66     | Údine (Udine)      | 67     | Venecia (Venezia) | 68     | Verona            |
| 69     | Vicenza                                | 70     | Pola               | 71     | La Spezia         | 72     | Taranto           |
| 73     | Trento                                 | 74     | Trieste            | 75     | Zara              | 76     | Fiume             |

| Código | Provincia         | Motivo                                                      | Años           |
| ------ | ----------------- | ----------------------------------------------------------- | -------------- |
| AU     | Apuania           | La provincia volvió a llamarse Massa-Carrara (MS).          | De 1939 a 1949 |
| CG     | Castrogiovanni    | El nombre de la ciudad cambió a Enna.                       | De 1927 a 1928 |
| CI     | Carbonia-Iglesias | Provincia abolida.                                          | De 2001 a 2016 |
| CU     | Cuneo             | El código se cambió a CN.                                   | De 1927 a 1928 |
| FO     | Forlì             | El nombre de la provincia cambió a Forlì-Cesena (FC).       | De 1927 a 1994 |
| FU     | Fiume             | El código se cambió a FM.                                   | De 1927 a 1930 |
| FM     | Fiume             | La ciudad ya no está en Italia.                             | De 1930 a 1945 |
| GI     | Girgenti          | El nombre de la ciudad se cambió a Agrigento.               | De 1927 a 1928 |
| LB     | Lubiana           | La ciudad ya no está en Italia.                             | De 1941 a 1945 |
| OG     | Ogliastra         | Provincia abolida.                                          | De 2001 a 2016 |
| OT     | Olbia-Tempio      | Provincia abolida.                                          | De 2001 a 2016 |
| PL     | Pola              | La ciudad ya no está en Italia.                             | De 1927 a 1945 |
| PU     | Perugia           | El código se cambió a PG.                                   | De 1927 a 1933 |
| PS     | Pesaro            | El nombre de la provincia se cambió a Pesaro y Urbino (PU). | De 1927 a 1994 |
| VS     | Medio Campidano   | Provincia abolida.                                          | De 2001 a 2016 |
| ZA     | Zara              | La ciudad ya no está en Italia.                             | De 1927 a 1945 |

| Código | País                     | Código | País                          | Código | País                                        | Código         | País                            | Código         | País                                                                 |
| ------ | ------------------------ | ------ | ----------------------------- | ------ | ------------------------------------------- | -------------- | ------------------------------- | -------------- | -------------------------------------------------------------------- |
| AA     | Albania                  | AC     | Austria                       | AE     | Bélgica                                     | AG             | Bulgaria                        | AK             | República Checa                                                      |
| AM     | Chipre                   | AN     | Dinamarca                     | AP     | Finlandia                                   | AQ             | Francia                         | AU             | Alemania                                                             |
| AV     | Alemania Occidental      | BA     | República Democrática Alemana | BC     | Reino Unido                                 | BF             | Eslovenia                       | BG             | Grecia                                                               |
| BM     | Irlanda                  | BN     | Italia (Santa Sede)           | BP     | Serbia                                      | BQ             | Croacia                         | BR             | Luxemburgo                                                           |
| BS     | Malta                    | BT     | Mónaco                        | BV     | Noruega                                     | BX             | Países Bajos                    | CA             | Polonia                                                              |
| CC     | Portugal                 | CE     | Rumania                       | CG     | San Marino                                  | CH             | España                          | CM             | Suiza                                                                |
| CN     | Suecia                   | CQ     | Suiza                         | CR     | Turquía                                     | CX             | Hungría                         | DA             | Rusia (anteriormente Unión Soviética)                                |
| DC     | Ucrania                  | DD     | Uzbekistán                    | DE     | Ciudad del Vaticano (Nunciatura apostólica) | DF             | Eslovenia                       | DG             | Macedonia del Norte                                                  |
| DH     | Bosnia y Herzegovina     | DL     | Eslovaquia                    | DM     | Armenia                                     | DN             | Georgia                         | DP             | Kazajistán                                                           |
| DQ     | Letonia                  | DR     | Bielorrusia                   | DS     | Lituania                                    | DT             | Moldavia                        | DV             | Islandia                                                             |
| DZ     | Azerbaiyán               | EA     | Burkina Faso                  | EB     | Dominica                                    | EC             | Uganda                          | ED             | Burundi                                                              |
| EF     | Ruanda                   | EG     | Zimbabue                      | EH     | Catar                                       | EL             | Chad                            | EM             | Mauritania                                                           |
| EN     | Eritrea                  | EP     | Mali                          | ER     | Belice                                      | ES             | Guinea Ecuatorial (c/o ONUAA)   | ET             | Kósovo                                                               |
| GA     | Afganistán               | GB     | Arabia Saudita                | GC     | Bangladés                                   | GD             | Birmania                        | GE             | República de China                                                   |
| GF     | China                    | GK     | Filipinas                     | GL     | Corea del Norte                             | GM             | Corea del Sur                   | GP             | Emiratos Árabes Unidos                                               |
| GQ     | Filipinas                | GS     | Japón                         | GZ     | Jordania                                    | HA             | India                           | HC             | Indonesia                                                            |
| HE     | Irán                     | HF     | Irak                          | HL     | Israel                                      | HP             | Irak?                           | HQ             | Kuwait                                                               |
| HR     | Líbano                   | HS     | Malasia                       | HT     | Omán                                        | HV             | Pakistán                        | HX             | Siria                                                                |
| LA     | Sri Lanka                | LB     | Tailandia                     | LE     | Vietnam                                     | LF             | Yemen                           | LH             | Montenegro                                                           |
| LM     | Timor Oriental           | NA     | Argelia                       | NC     | Angola                                      | ND             | Camerún                         | NF             | Cabo Verde                                                           |
| NG     | República Centroafricana | NH     | República del Congo           | NL     | Costa de Marfil                             | NM             | Egipto                          | NR             | Etiopía                                                              |
| NT     | Gabón                    | NX     | Ghana                         | PA     | Guinea                                      | PB             | Kenia                           | PC             | Lesoto                                                               |
| PD     | Liberia                  | PE     | Libia                         | PL     | Madagascar                                  | PN             | Marruecos                       | PQ             | Nigeria                                                              |
| PS     | Senegal                  | PT     | Sierra Leona                  | PV     | Mozambique                                  | PX             | Somalia                         | QA             | Sudáfrica                                                            |
| QC     | Sudán                    | QE     | Tanzania                      | QG     | Túnez                                       | QL             | República Democrática del Congo | QN             | Zambia                                                               |
| QP     | Níger                    | SA     | Canadá                        | SD     | México                                      | SF SH SL SN SQ | Estados Unidos                  | TA             | Costa Rica                                                           |
| TC     | Cuba                     | TE     | República Dominicana          | TF     | Ecuador                                     | TG             | Jamaica                         | TH             | Guatemala                                                            |
| TL     | Haití                    | TM     | Honduras                      | TP     | Nicaragua                                   | TQ             | Panamá                          | TS             | El Salvador                                                          |
| UA     | Argentina                | UE     | Bolivia                       | UF     | Brasil                                      | UH             | Chile                           | UL             | Colombia                                                             |
| UN     | Paraguay                 | UP     | Perú                          | US     | Uruguay                                     | UT             | Venezuela                       | VA             | Argentina                                                            |
| VF     | Brasil                   | VL     | Colombia                      | VS     | Uruguay                                     | XA             | S.M.O.M y Palestina             | XC XD XE XF XH | FAO, Naciones Unidas, organizaciones internacionales y Unión Europea |
| XG     | Ciudad del Vaticano      | ZA     | Australia                     | ZC     | Nueva Zelanda                               |                |                                 |                |                                                                      |